# Rénshānrénhǎi
Rénshānrénhǎi, noto anche col titolo internazionale People Mountain People Sea, è un film del 2011 diretto da Cai Shangjun. Il titolo cinese è un chengyu che sta a significare l'equivalente dell'espressione italiana "un mare di gente". Ha vinto il Leone d'argento per la miglior regia alla 68ª Mostra internazionale d'arte cinematografica di Venezia.

## Trama
Lao Tie, un uomo tornato nel suo villaggio natale in montagna dopo anni di lavoro in città, scopre che suo fratello minore è stato ucciso in una disputa da Xiao Qiang, un criminale di un villaggio vicino. La polizia ha aperto un'indagine ma non è stata in grado di prevenire la fuga di Qiang. Tie decide quindi di mettersi lui stesso sulle sue tracce, attraversando quasi tutta la Cina ed entrando in contatto con un'umanità a dir poco disperante, fino alla miniera illegale di carbone dove il fuggiasco ha trovato rifugio e dove Tie sarà costretto a prendere una decisione.

## Produzione
Il film si ispira a un fatto di cronaca avvenuto nel 2007 nella provincia di Guizhou, in cui cinque fratelli, insoddisfatti dell'operato della polizia dopo l'omicidio del loro sesto fratello, ne hanno inseguito in moto per un anno e 48 giorni l'assassino attraverso tutto il Paese fino ad assicurarlo alla giustizia. Cai e gli sceneggiatori hanno intervistato i protagonisti della vicenda e hanno vissuto assieme a loro per una settimana in fase di stesura della sceneggiatura.

## Distribuzione
Il film è stato presentato in anteprima a sorpresa alla 68ª Mostra internazionale d'arte cinematografica di Venezia il 7 settembre 2011, dopo che la proiezione del giorno precedente era stata interrotta da un guasto tecnico. È stato distribuito nelle sale cinematografiche cinesi a partire dal 3 agosto 2012.

### Censura
Nella versione del film presentata alla Mostra del cinema di Venezia senza il benestare del governo cinese, alla fine Tie e gli altri minatori picchiano Xiao Qiang a morte per poi morire tutti loro stessi nell'esplosione della miniera, ad eccezione di un ragazzo che Tie aveva salvato perché gli ricordava il figlio; in quella distribuita in Cina  un anno dopo, invece, l'esplosione miracolosamente non fa morti e la polizia, sopraggiunta, arresta Xiao Qiang.

## Riconoscimenti
- 2011 – Mostra internazionale d'arte cinematografica[1][2][3]
  - Leone d'argento - Premio speciale per la regia a Cai Shangjun
  - In concorso per il Leone d'oro
- 2011 – Festival des 3 Continents
  - Mongolfiera d'argento
  - In concorso per la Mongolfiera d'oro